# بني التجار
بَنِي التُّجَّار هي بلدية في كُماركة وادي البيضاء في منطقة بلنسية في إسبانيا.